# (977) Philippa
(977) Philippa – planetoida z pasa głównego asteroid okrążająca Słońce w ciągu 5 lat i 183 dni w średniej odległości 3,12 au. Została odkryta 6 kwietnia 1922 roku w Algiers Observatory w Algierze przez Benjamina Żechowskiego. Nazwa pochodzi od Philippa de Rothschilda, francuskiego finansisty. Przed nadaniem nazwy planetoida nosiła oznaczenie tymczasowe (977) 1922 LV.